# Васильченко, Николай Тихонович
Николай Тихонович Васильченко (23 февраля 1923, Юрьево, Путивльский район — 17 сентября 1985, Симеиз, Крымская область) — сержант Рабоче-крестьянской Красной Армии, участник Великой Отечественной войны, Герой Советского Союза (1945).

## Биография
Николай Васильченко родился 23 февраля 1923 года в селе Юрьево (ныне — Путивльский район Сумской области Украины) в крестьянской семье. Окончил среднюю школу, работал на торфопредприятии в Путивле. В августе 1941 года Васильченко был призван на службу в Рабоче-крестьянскую Красную Армию. С сентября 1942 года — на фронтах Великой Отечественной войны. Принимал участие в боях на Сталинградском, Южном, 3-м и 4-м Украинском, 1-м Белорусском фронтах. К апрелю 1945 года гвардии сержант Николай Васильченко командовал орудием 44-й гвардейской пушечной артиллерийской бригады 5-й ударной армии 1-го Белорусского фронта. Отличился во время штурма Берлина.
В ходе боёв в Берлине, находясь в составе одной из штурмовых групп, огнём своего орудия, поставленного на прямую наводку, поддерживал пехотные части, ведшие наступление. 28 апреля 1945, продвигая орудие вперёд на руках, огнём Васильченко уничтожал огневые точки противника.
Указом Президиума Верховного Совета СССР от 31 мая 1945 года за «исключительное мужество и отвагу, проявленные при штурме Берлина» гвардии сержант Николай Васильченко был удостоен высокого звания Героя Советского Союза с вручением ордена Ленина и медали «Золотая Звезда» за номером 6813.
После окончания войны Васильченко был демобилизован. Проживал в посёлке Симеиз Крымской области Украинской ССР, работал электриком в санатории «Красный маяк». Скончался 17 сентября 1985 года, похоронен в Симеизе.

## Награды
- Медаль «Золотая Звезда» № 6813 Указ Президиума ВС СССР от 31.05.1945 года[2]
- Орден Ленина Указ Президиума ВС СССР от 31.05.1945 года[2]
- Орден Отечественной войны I степени Указ Президиума ВС СССР от 6.04.1985 года[3]
- Орден Красной Звезды приказ 44-й гв. пабр № 15/н от 31.03.1945 года[4]
- Медаль «За отвагу» приказ 110-го гв. апап № 7/н от 28.08.1943 года[5]
- Медаль «За взятие Берлина» акт 44-й гв. пабр № 63 от 09.11.1945 года[6]

## Память
Именем Николая Тихоновича Васильченко в Симеизе названа улица.